# مكابي حيفا

شعار مكابي حيفا بمناسبة مرور 100 عام على تأسيسه

نادي مكابي حيفا لكرة القدم (بالعبرية: מועדון הכדורגל מכבי חיפה) هو نادي إسرائيلي تأسس سنة 1913 م في مدينة حيفا، وتم شراء النادي في سنة 1992 على يد رجل الأعمال يعقوب شاحار الذي يحظى بملكيه كاملة للنادي. نادي مكابي حيفا يضم أيضًا مدرسة كرة قدم للأطفال وفريق شبيبة.

## إنجازات
فاز نادي مكابي حيفا 15 مرة ببطولة الدوري، و6 مرات بكأس الدولة و5 مرات بكأس التوتو الإسرائيلي، و4 مرات ببطولة السوبر الإسرائيلي.
في السنوات العشرين الأخيرة فاز فريق الأخضر الحيفاوي بالكثير من الانجازات في الدوري الإسرائيلي الممتاز والألعاب الأوروبية، وكان الفريق هو الأول في إسرائيل الذي يحقق الصعود لدوري أبطال أوروبا بعد فوزه على الفريق النمساوي شتورم غراتس في سنة 2002.
وحقق هناك عدة إنجازات منها الانتصار 3-0 أمام مانشستر يونايتد الإنكليزي، و 3-0 أمام نادي أوليمبياكوس اليوناني، وتعادل مع نادي باير 04 ليفركوزن الألماني كما ويعتبر فريق مكابي حيفا الفريق الوحيد في إسرائيل الذي وصل إلى ربع نهائي كأس الكؤوس الأوروبية
بالإضافة حقق الفريق العديد من الانجازات في أوروبا مثل الوصول مرتين إلى ربع نهائي كأس الكؤوس الأوروبية وخسر هناك مرة في ركلات الترجيح أمام نادي بارما الإيطالي، ومرة أمام «لوكوموتيف موسكو» الروسي بعد أن حقق انتصار فخم على نادي باريس سان جيرمان الفرنسي.
وفي عام 2009 وبعد الانقلاب في إستراتيجية النادي والتخطيط للاعتماد على لاعبي شبيبة النادي الذين نشؤوا تحت جنحانه، حقق الفريق صعود ثاني غير متوقع إلى دوري أبطال أوروبا بعد فوزه 4-3 على نادي إف كي أكتوبي الكازخستاني ونادي رد بول زالتسبورغ النمساوي 2-1 و 3-0، في مبارتين أروع بهما لاعبا الفريق الشبان، وعلى رأسهم محمد غدير (17 سنة حينها) وأيال غولاسا (18 سنة حينها).
بالإضافة لهذه الانجازات حقق الفريق الأخضر في تحقيق صفقات مالية كبيرة من بيع العديد من لاعبيه الإسرائيليين وغير الإسرائيليين على مر السنين إلى أوروبا.

## أبرز اللاعبين الذين انتقلوا من الفريق إلى أوروبا
- روني روزنتال، - إلى نادي ليفربول الإنكليزي
- حايم رفيفو، - إلى سلتا فيغو الإسباني
- إيال بركوفيتش، - إلى نادي ساوثهامبتون الإنكليزي
- سرجي كندأوروف، - إلى بنفيكا البرتغالي
- آلون مزراحي، - إلى نادي نيس الفرنسي
- يوسي بنايون - إلى راسينغ سانتاندر الإسباني (مكابي حيفا اليوم)
- ياكوبو إيغبيني - إلى نادي بورتسموث الإنكليزي (نادي ريدينغ اليوم)
- دودو أوات - إلى راسينغ سانتاندر
- يانيف كاتان - إلى بولتون واندررز الإنكليزي
- عيدان تال - إلى ايفرتون الإنكليزي (هبوعيل القدس اليوم)
- روبيرتو كولاوتي - إلى بوروسيا مونشنغلادباخ الألماني (مكابي تل أبيب اليوم)
- بيرم كيال - إلى سلتيك الإسكتلندي
- ديكيل كينان - إلى بلاكبول الإنكليزي (مكابي حيفا اليوم)
- شلومي أربيتمان، - إلى نادي جينت البلجيكي
- ليؤر رافائيلوف، - اٍلى نادي بروج البلجيكي
- تومير حيميد، - اٍلى نادي مايوركا الأسباني
- طالب طواطحة - إلى نادي آينتراخت فرانكفورت الألماني
- وليد بدير

## لاعبو الفريق العرب
ضمَّ فريق مكابي حيفا على مر السنين الكثير من اللاعبين العرب وعلى رأسهم نجم الفريق السابق زاهي أرملي (1982-1990) الذي يعتبر حتى اليوم من أكبر نجوم الفريق وبرصيده أكبر عدد أهداف في تاريخ النادي، وغيره من اللاعبين المميزين مثل: وليد بدير (2000-2005)، نجوان غريب (1994/1995)/(2004-2005), عباس صوان (2006-2007)، إسلام كنعان، رغيد برانسه (1996-1998)، كامل جبارين (1999-2000)، بيرم كيال (2006-2010), محمد كليبات، طالب طواطحة، محمد غدير، علي عثمان، شادي شعبان، ساري فلاح ووئام عماشة
أما حالياً فيضم الفريق عدة لاعبين من الوسط العربي:عايد حبشي، اسماعيل ريان، إياد أبو عبيد، فراس مغربي، محمد عواد، عطا جابر .

## مكابي حيفا في أوروبا
- دوري أبطال أوروبا:

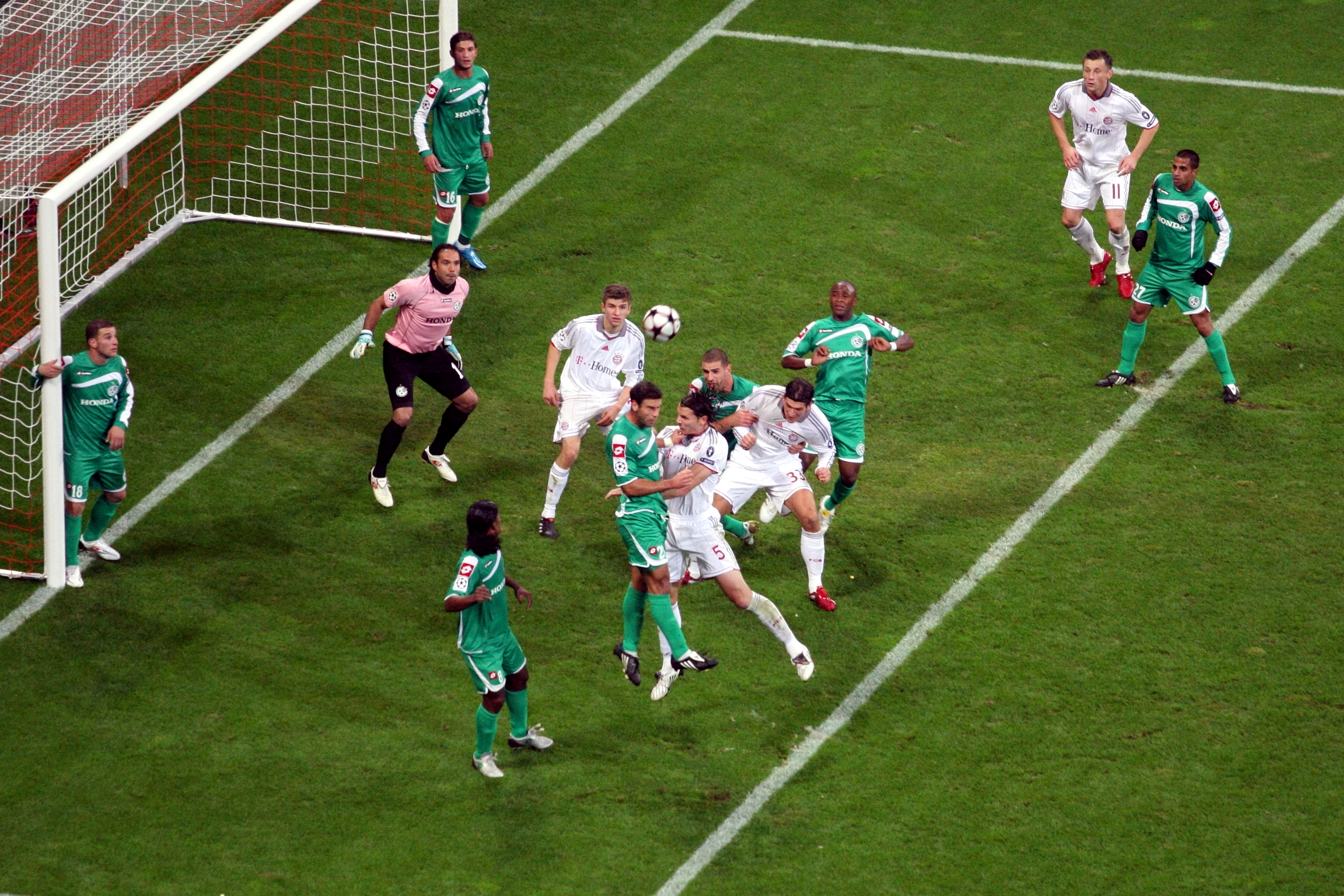
مكابي حيفا في مباراة ضد بايرن ميونخ الألماني ضمن مرحلة المجموعات في دوري أبطال أوروبا 2009–10

  - مرحلة المجموعات (2): 2002/2003، 2009/2010
  - تصفيات (6): 1994/1995، 2001/2002، 2004/2005، 2005/2006، 2006/2007، 2011/12
- الدوري الأوروبي:
  - دوري الثمانية (1): 2006/2007
  - المرحلة الثانية (1): 2003/2004
  - المرحلة الأولى (3): 2000/2001، 2002/2003، 2004/2005
  - تصفيات (2): 1996/1997، 2010/2011
  - مرحلة المجموعات (1): 2011/2012
- كأس الاتحاد الأوروبي للأندية أبطال الكؤوس:
  - ربع النهائي (1): 1998/1999
  - دوري الثمانية (1): 1993/1994
  - المرحلة الأولى (1): 1995/1996
- كأس إنترتوتو:
  - المرحلة الثانية (1): 2007/2008
  - المرحلة الأولى (1): 1999/2000
  - المركز الأول (1): 1985/1986
  - المركز الثاني (2): 1986/1987، 1990/1991
  - المركز الثالث (1): 1991/1992

## تشكيلة الفريق (أيلول 2016)

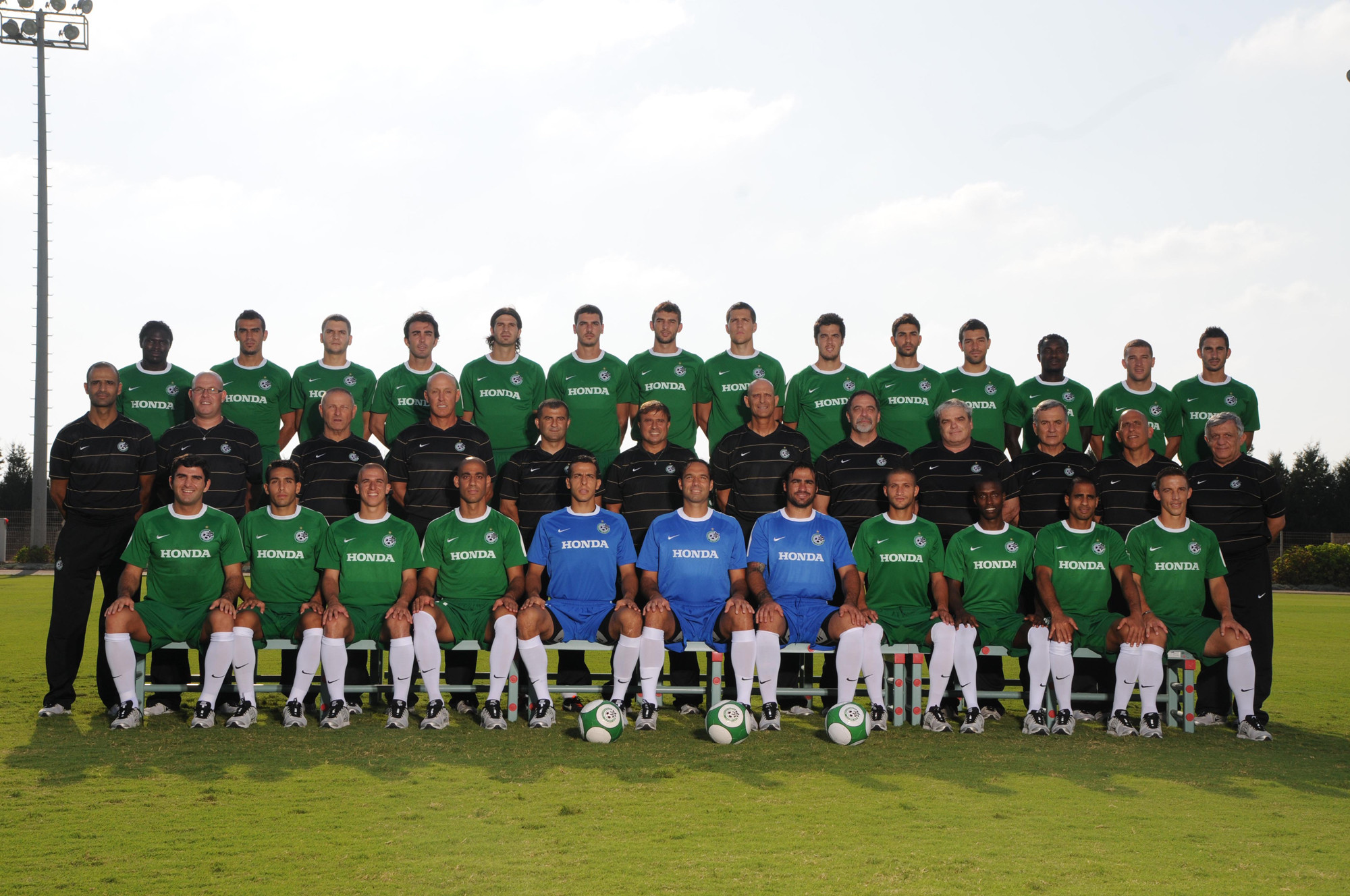

ملاحظة: تشير الأعلام إلى المنتخب الوطني على النحو المحدد في قواعد الأهلية للفيفا. قد يحمل اللاعبون أكثر من جنسية واحدة غير تابعة للفيفا.
| الرقم | البلد          | المركز | اللاعب                |
| ----- | -------------- | ------ | --------------------- |
| 1     | إسرائيل        | حارس   | أوهاد ليفيتا          |
| 2     | إسرائيل        | مدافع  | عايد حبشي             |
| 3     | كرواتيا        | مدافع  | ماريو موسى            |
| 4     | إسبانيا        | مدافع  | مارك فالينتي          |
| 5     | إسرائيل        | مدافع  | إياد أبو عبيد         |
| 6     | إسرائيل        | وسط    | ران أبوقراط           |
| 9     | هولندا         | مهاجم  | جلينور بليط           |
| 11    | إسرائيل        | وسط    | اسماعيل ريان          |
| 13    | إسرائيل        | مدافع  | نيكيطا روكابيتسيا     |
| 14    | إسرائيل        | مدافع  | جيلي فيرموط           |
| 15    | إسرائيل        | وسط    | شاي بن دافيد          |
| 16    | إسرائيل        | وسط    | اليران عطار           |
| 17    | إسرائيل        | وسط    | شوفال جوزلان          |
| 19    | إسرائيل        | وسط    | روعي كاهات            |
| 21    | إسرائيل        | وسط    | ديكيل كينان (الكابتن) |
| 23    | إسرائيل        | وسط    | جابر عطا              |
| 25    | جمهورية التشيك | مدافع  | كميل فاتشيك           |
| 26    | إسرائيل        | مدافع  | فراس مغربي            |
| 27    | إسرائيل        | مدافع  | آيال ميشومار          |
| 29    | إسرائيل        | مدافع  | محمد عواد             |
| 55    | إسرائيل        | مدافع  | عمري جالزر            |

## وصلات خارجية
- موقع الفريق